# Abouré (peuple)
Pour les articles homonymes, voir Abouré.
Les Abouré sont un peuple du sud-est de la Côte d’Ivoire, appartenant au groupe des Akan lagunaires.
Les Abouré vivent essentiellement entre le fleuve Comoé et la lagune Aby, à Grand-Bassam, à Moossou, à Yaou et à Bonoua.

## Ethnonymie
Selon les sources et le contexte, on rencontre d'autres formes : Abonwa, Abourés, Abule, Abure, Agoua, Akaplass, Akaples, Akapless, Asoko, Compa, Essouma, Esuma.

## Histoire

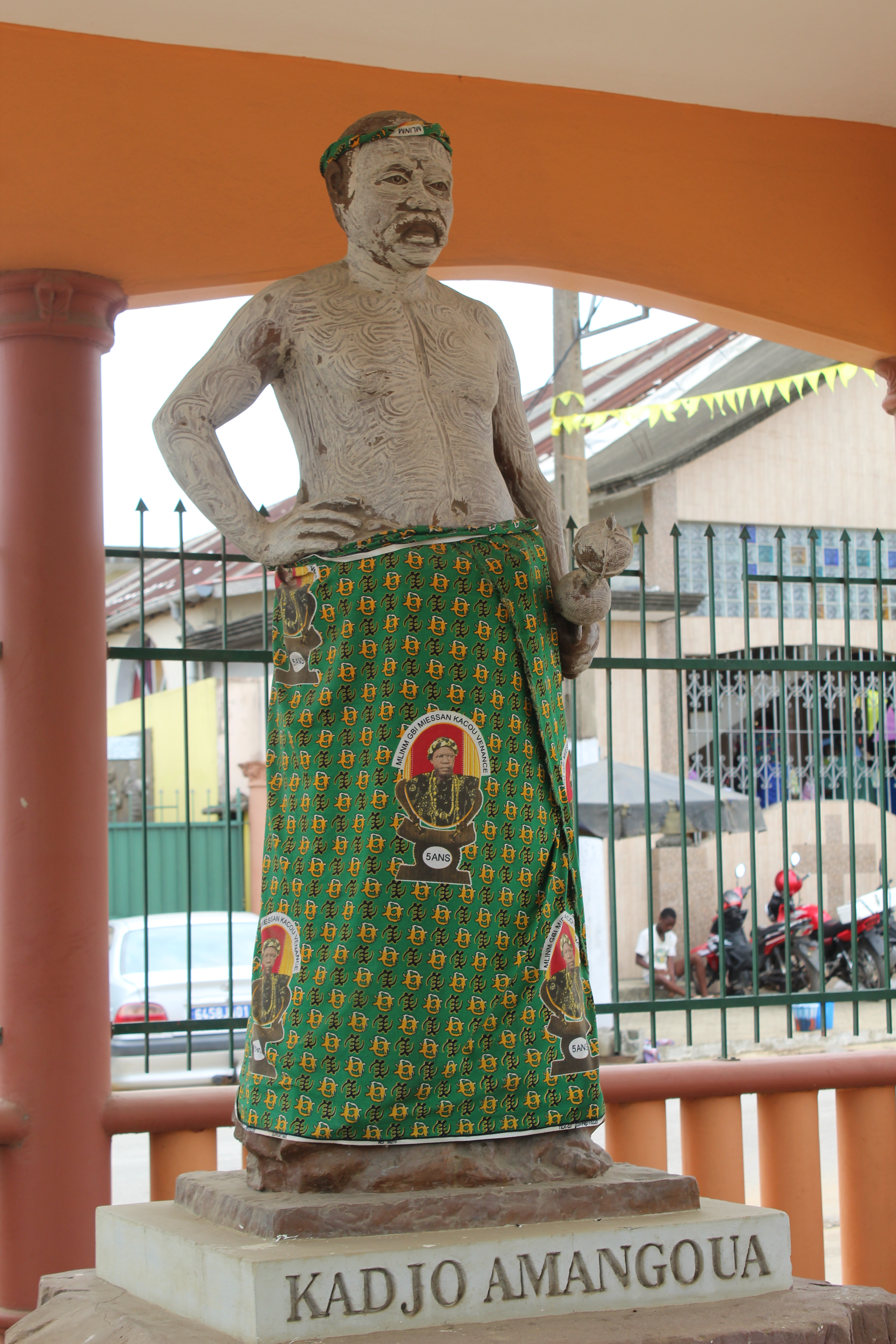
La Place kadjo Amangoua de bonoua

Les Abouré vivaient à l'emplacement actuel des Agni-Sanwi sous l'appellation de Kompa. À l'arrivée des Agni , ils ont migré vers l'Ouest ont créé un royaume dont la capitale est Bonoua. 
Les Abouré ont connu aussi des périodes de conflits, notamment avec leurs voisins, les Agni à l'époque d'Aka Esouin, roi du Krinjabo aux environs de 1770.  
Ils se sont également rebellés à la fin du XIXe siècle contre le colonisateur français sous l'autorité du chef d'état major des troupes Abouré Kadjo Amangoa, alors qu'il y avait  un traité signé avec la métropole en 1842 par l'explorateur Bouët-Willaumez.

## Organisation sociale et politique

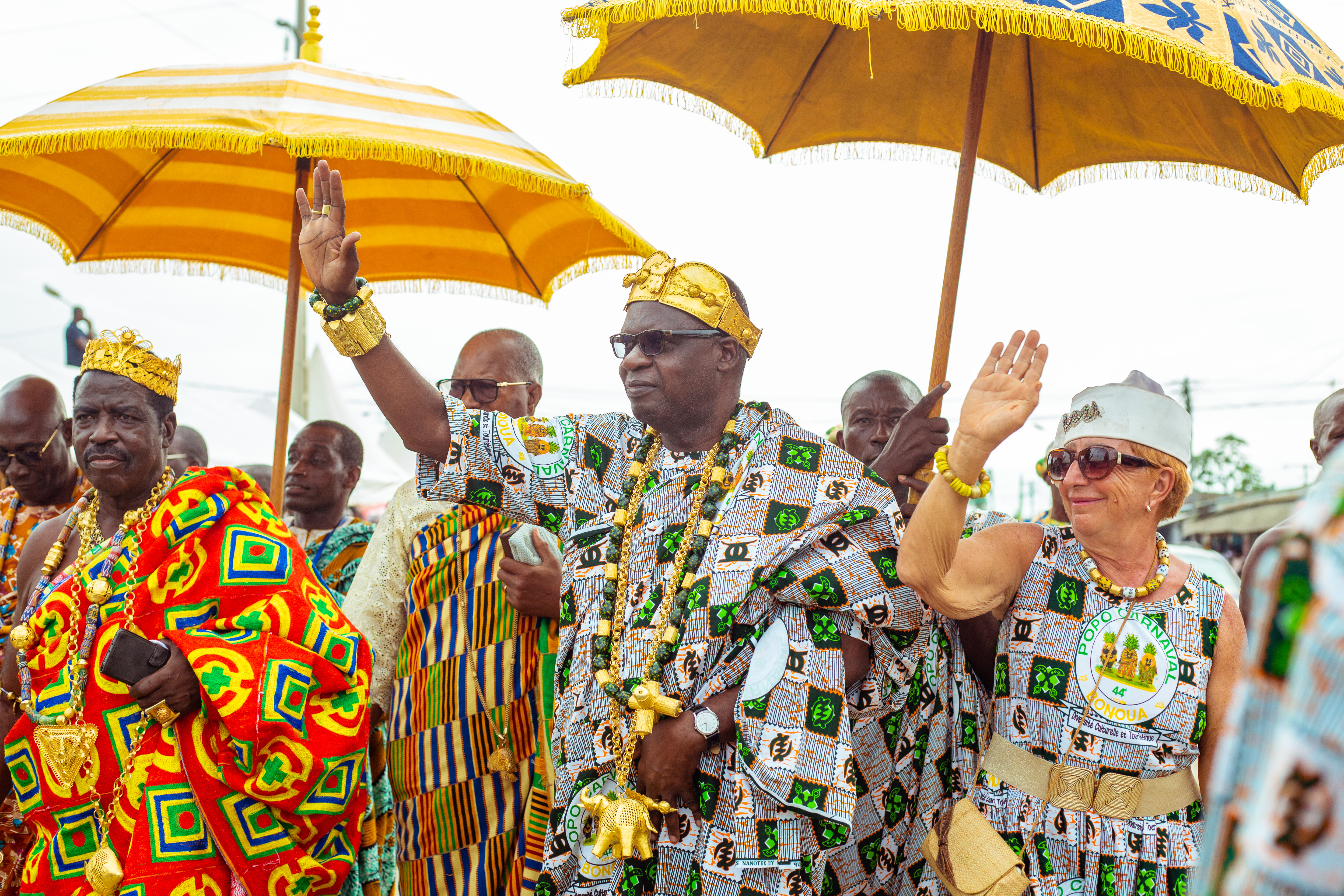
Sa Majesté Miessan Kacou Venance, Roi des Abouré Ehivè à l'occasion du défilé de la 44ème édition du Popo carnaval de Bonoua

La société abouré est organisée selon un système matrilinéaire, où l’héritage et la transmission des pouvoirs passent par la lignée maternelle. Les Abouré sont traditionnellement dirigés par un roi appelé Mlingbi , assisté par des notables(Mlitin) et chefs de clans,.
Chaque village abouré possède une structure politique propre, mais liée à un ensemble plus vaste regroupé en confédération ou alliance coutumière. La chefferie joue un rôle central dans la résolution des conflits, la gestion des terres et la préservation des traditions.

## Langue
La langue abouré appartient au sous-groupe des langues akan, qui fait partie de la branche kwa des langues nigéro-congolaises. Elle est parlée par plusieurs dizaines de milliers de personnes, principalement dans la région de Bonoua et ses environs,,. 

## Composition des villages
Les villages abouré sont traditionnellement établis à proximité d’un cours d’eau, en bordure de lagune ou le long d’un marigot. Leur structure est généralement linéaire, traversée par une voie principale orientée d’est en ouest, et complétée par des ruelles secondaires. Les habitations, en banco ou en matériaux durables pour les plus aisés, s’organisent autour d’une cour intérieure. Deux types de résidences coexistent : l’opukoblê, résidence du patriarche , ou résidence clanique et le opukô, domicile conjugal. Cette dernière, souvent dotée d’un ajisyeblê, maison rituelle, constitue le centre des activités religieuses et des délibérations familiales. Des dépendances — poulaillers, étables ou espaces de retrait menstruel autrefois appelés namû dukô — complètent l’organisation domestique.

## Quartier
Chaque village abouré est divisé en deux quartiers principaux : Benini à l’est et Kumasi à l’ouest, en souvenir des régions d’origine ashanti et apollonienne des Abouré. Ces quartiers peuvent être séparés par un ruisseau ou un marigot, et sont eux-mêmes subdivisés en zones distinctes, souvent délimitées par des cours d’eau saisonniers. À Moossou, par exemple, le marigot Atwê sépare les sous-quartiers Abreti et Beli dans Benini, tandis qu’Abofi marque la limite entre Taba et Brina dans Kumasi. Les zones abritant les trônes des clans ancestraux, appelées ebientê -pukô, échappent à toute démolition rituelle et constituent les pôles de continuité symbolique du village,,.

## Population

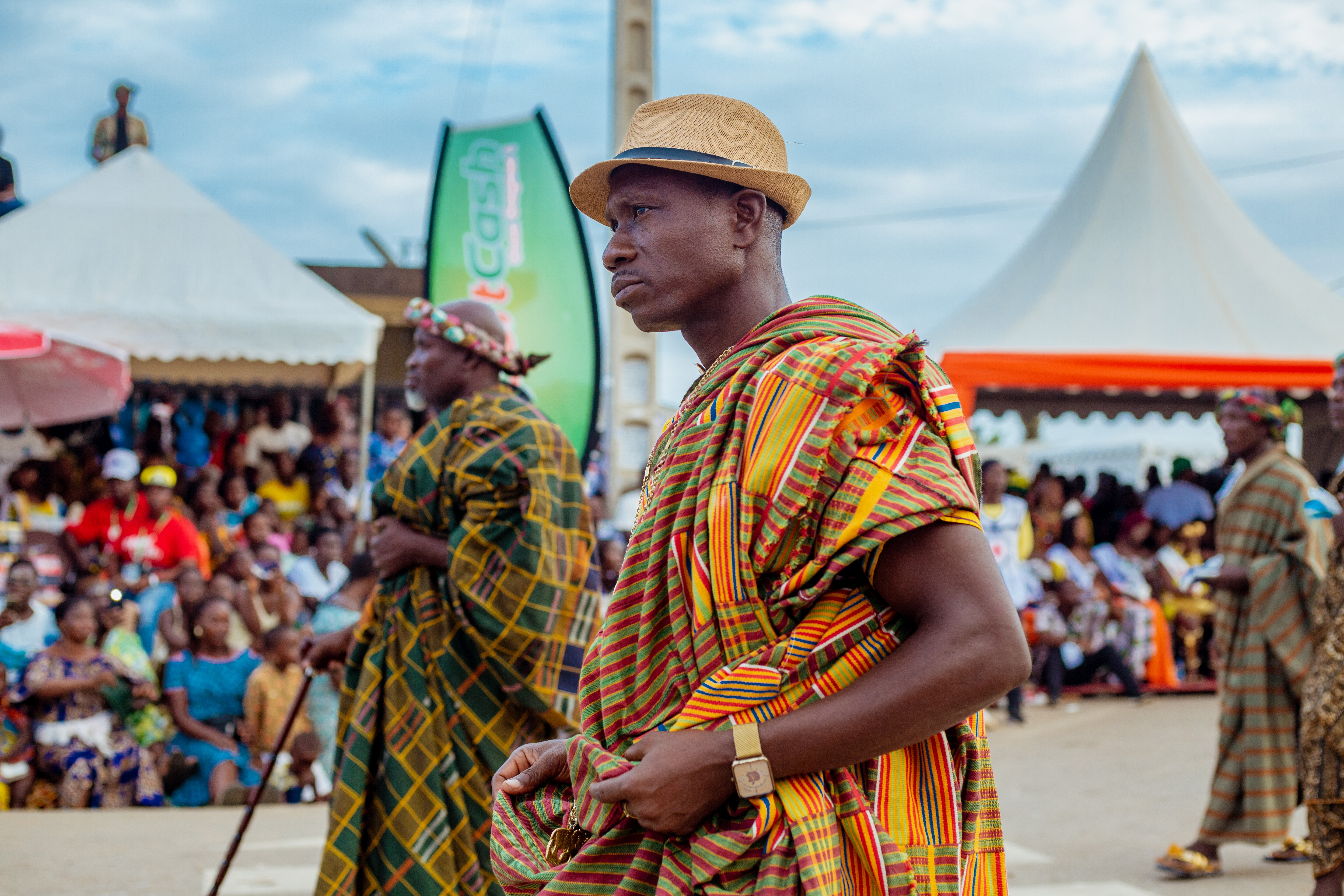
Noble Abouré de Bonoua, un groupe Akan de Côte d'Ivoire

La population villageoise est structurée selon une hiérarchie sociale composée de quatre groupes : les Ediyê, membres des clans autochtones fondateurs ; les Ohopwê, étrangers établis avec l’accord d’un clan hôte ; les Kaha, anciens esclaves intégrés à une lignée à travers un rituel spécifique ; et les Apolien, descendants d’esclaves jouissant de certains droits civiques. Les Ediyê occupent une position privilégiée dans la vie politique et rituelle. Les Ohopwê, bien qu’intégrés au tissu social, ne peuvent participer aux décisions coutumières sans autorisation, et leurs descendants ne deviennent membres à part entière que sous certaines conditions. L’ensemble de la population est également regroupé en classes d’âge (efwa), qui remplissent des fonctions sociales, économiques et militaires, consolidant les liens intergénérationnels au sein de la communauté,.

## Culture et tradition

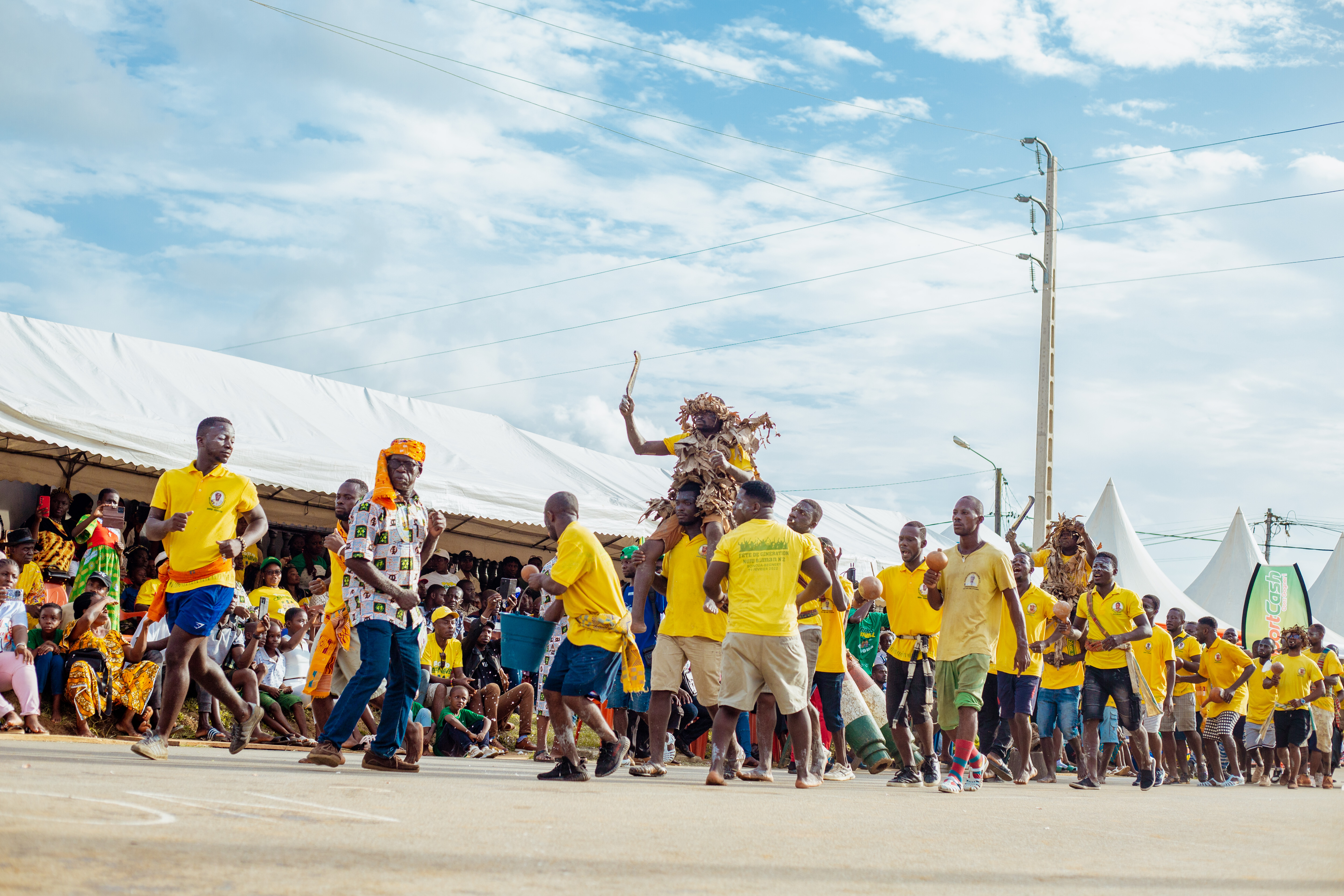
Danse Fôkwé des générations Abourés lors du défilé du popo Carnaval 2025

Les Abouré possèdent un riche patrimoine culturel marqué par des rituels, des fêtes, des danses et des musiques traditionnelles. Parmi les pratiques les plus significatives figure le Popo Carnaval, une fête populaire issue de la fête des ignames, aujourd'hui modernisée par l’introduction d’un volet carnavalesque qui en fait un moment de grande réjouissance communautaire,. Le culte des ancêtres occupe également une place centrale dans la vie spirituelle, s'exprimant à travers des cérémonies, des sacrifices et la consultation des Kômians, figures traditionnelles de sagesse et de médiation avec le monde invisible.

## Religion

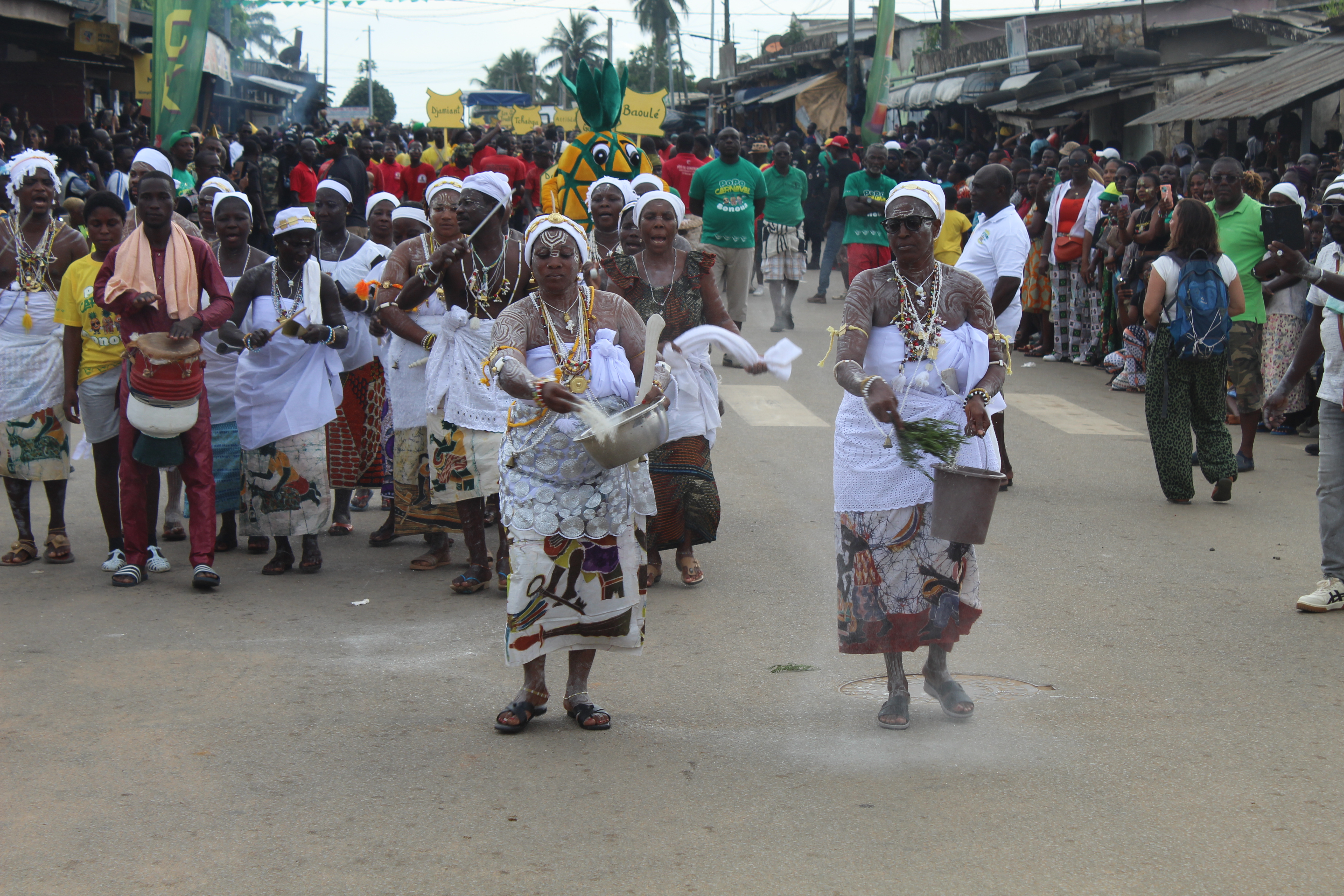
Kômian Abourés lors de manifestation public

Comme beaucoup de peuples akan, les Abouré ont longtemps pratiqué des religions traditionnelles basées sur le culte des ancêtres et des divinités naturelles (forêts, rivières, etc.). Aujourd’hui, ces pratiques coexistent avec le christianisme (catholicisme et protestantisme) et, dans une moindre mesure, l'islam.

## Répartition géographique
Les principales localités peuplées par les Abouré comprennent Bonoua, reconnue comme la capitale historique et culturelle de ce peuple, ainsi que Grand-Bassam, où les Abouré cohabitent avec d'autres groupes ethniques. Moossou, village royal situé à proximité immédiate de Grand-Bassam, occupe une place symbolique importante. D'autres localités notables incluent Ebrah, Yaou et Vitré, qui participent également à la préservation des traditions et de l'organisation sociale abouré.